# ビコーズ・ユー・ラヴド・ミー
「ビコーズ・ユー・ラヴド・ミー」（英: Because You Loved Me=あなたが愛してくれたから）はセリーヌ・ディオンのアルバム『FALLING INTO YOU』からの最初のシングルとして1996年2月19日に日本と北米で発売された曲。その他の国々では1996年5月に2枚目のシングル（「フォーリング・イントゥ・ユー」の次）として発売されている。

## 概要
曲は映画『アンカーウーマン』の主題歌としてダイアン・ウォーレンによって書き下ろされ、デイヴィッド・フォスターによってプロデュースされた。1996年のグラミー賞最優秀レコード賞、最優秀楽曲賞、最優秀女性歌手賞とアカデミー賞歌曲賞(ディオンはセレモニーでこの曲を披露した)にノミネートされグラミー賞 最優秀映画テレビ視聴覚主題歌賞を受賞(賞自体はダイアン・ウォーレンへ贈られる)した。
ミュージック･ビデオはケヴィン・ブレイによって製作され、1996年2月にリリースされた。カップリングには当時未発表曲であった「パワー・オブ・ザ・ドリーム」、「トゥ・ラヴ・ユー・モア」、「Sola Otra Vez」が収録されていた。
この曲はまたセリーヌ・ディオンの曲の中で最もヒットした曲のひとつである。アメリカ（6週）、カナダ（1週）、オーストラリア（3週）で最高位1位を記録し、それらの国でもパワー・オブ・ラヴ以降、1位を記録したのは2回目である。ビルボードのホット・アダルト・コンテンポラリー・トラックでも19週連続1位を記録し、ホット100エアプレイ（14週連続1位）、ホット100シングル・セールス（6週）、ホット・アダルト・トップ40トラック（12週）、トップ40メインストリーム（5週）、ARCウィークリー・トップ40（6週）などその他アメリカの有名なチャートでトップを記録し続けた。またアイルランドで2位、ニュージーランド、スイス、オランダで3位、ポーランドで4位、イギリス、ベルギーで5位を記録するなど全世界でヒットした。プラチナに認定されたアメリカで134万3千枚、2xプラチナに認定されたオーストラリアで14万枚、プラチナに認定されたニュージーランドで1万枚、ゴールドに認定されたドイツで25万枚、シルバーに認定されたイギリスで42万枚（本来はゴールドに認定される数字である）、フランスでも本来ならばシルバーに認定されるべき19万3千枚を売った。 驚くべきはアメリカ、ビルボード・アダルト・コンテンポラリー・リカーレントで154週（3年間）にも及びチャートインし続けたことである。
この曲は1999年のセリーヌ・ディオンのベスト版『ザ・ベリー・ベスト』にも収録されている。ライブ版はラス・ヴェガスのシーザーズ・パレスで週5夜連続上演されたショウA New Day...の模様を収録した『ア・ニュー・デイ…ライヴ・イン・ラス・ヴェガス』に収録されている。
1998年にジョニー・マティス、マイケル・ボール、2001年にビビアン・リード、2006年にクレイ・エイケンによってカバーされた。
- 調（転調あり）：変ニ長調（D♭）→変ホ長調（E♭）

## 収録曲
1. 「ビコーズ・ユー・ラヴド・ミー」 – 4:33
2. 「イフ・ユー・アスクト・ミー・トゥ」 – 3:55

ヨーロッパ／イギリス版カセットシングル
1. 「ビコーズ・ユー・ラヴド・ミー」 – 4:33
2. 「トゥ・ラヴ・ユー・モア」 – 5:28

日本／北米版CDシングル
1. 「ビコーズ・ユー・ラヴド・ミー」 – 4:33
2. 「アイ・ドント・ノウ」 – 4:38

オーストラリア版CDマキシシングル
1. 「ビコーズ・ユー・ラヴド・ミー」 – 4:33
2. 「アイ・ドント・ノウ」 – 4:38
3. 「愛をふたたび」 – 4:14
4. 「バレー」 – 4:25

オーストラリア版CDマキシシングル#2
1. 「ビコーズ・ユー・ラヴド・ミー」 – 4:33
2. 「アイ・ドント・ノウ」 – 4:38
3. 「愛をふたたび」 – 4:14
4. 「バレー」 – 4:25
5. 「パワー・オブ・ザ・ドリーム」 – 4:31

ヨーロッパ／イギリス版CDマキシシングル
1. 「ビコーズ・ユー・ラヴド・ミー」 – 4:33
2. 「ナッシング・ブロークン・バット・マイ・ハート」 – 5:55
3. 「ネクスト・プレイン・アウト」 – 4:59
4. 「イフ・ユー・アスクト・ミー・トゥ」 – 3:55

ヨーロッパ版CDマキシシングル#2
1. 「ビコーズ・ユー・ラヴド・ミー」 – 4:33
2. 「パワー・オブ・ザ・ドリーム」 – 4:31
3. 「シンク・トワイス」 – 4:47
4. 「スーパーマンズ・チャイルド」 – 4:35

イギリス版CDマキシシングル#2
1. 「ビコーズ・ユー・ラヴド・ミー」 – 4:33
2. 「トゥ・ラヴ・ユー・モア」 – 5:28
3. 「Sola Otra Vez」 – 5:12
4. 「シンク・トワイス」 – 4:47

## 公式編曲版
1. 「ビコーズ・ユー・ラヴド・ミー」（映画バージョン） – 3:30
2. 「ビコーズ・ユー・ラヴド・ミー」（アルバム・バージョン） – 4:33

## チャート・認定
| チャート（1996年）                                         | 最高位 |
| ---------------------------------------------------------- | ------ |
| オーストラリア・シングルチャート                           | 1      |
| オーストリア・シングルチャート                             | 18     |
| ベルギー フランデレン地域圏・シングルチャート              | 5      |
| ベルギー ワロン地域圏・シングルチャート                    | 12     |
| カナダ・レコードコンテンポラリーヒットパレードチャート     | 1      |
| カナダ・レコードコンテンポラリーヒットラジオチャート       | 4      |
| カナダRPMトップシングル                                    | 2      |
| カナダRPMアダルトコンテンポラリー                          | 1      |
| カナダBDSアダルトコンテンポラリーチャート                  | 1      |
| デンマーク・シングルチャート                               | 8      |
| オランダ・シングルチャート                                 | 4      |
| ヨーロッパ・シングルチャート                               | 6      |
| フランス・シングルチャート                                 | 19     |
| ドイツ・シングルチャート                                   | 13     |
| アイルランド・シングルチャート                             | 2      |
| ニュージーランド・シングルチャート                         | 3      |
| スウェーデン・シングルチャート                             | 24     |
| スイス・シングルチャート                                   | 3      |
| 全英シングルチャート                                       | 5      |
| アメリカ・ビルボードホット100                              | 1      |
| アメリカ・ビルボードホットアダルトコンテンポラリートラック | 1      |
| アメリカ・ビルボードホットアダルトトップ40トラック         | 1      |
| アメリカ・ビルボードホットR&B／ヒップホップソング          | 41     |
| アメリカ・ビルボードリズミックトップ40                     | 4      |
| アメリカ・ビルボードトップ40メインストリーム               | 1      |

| 年間チャート（1996年）        | 順位 |
| ----------------------------- | ---- |
| アメリカ・ビルボードホット100 | 3    |

| チャート（1990年–1999年）     | 順位 |
| ----------------------------- | ---- |
| アメリカ・ビルボードホット100 | 18   |

| 国               | 認定       |
| ---------------- | ---------- |
| オーストラリア   | 2xプラチナ |
| ドイツ           | ゴールド   |
| ニュージーランド | プラチナ   |
| イギリス         | シルバー   |
| アメリカ         | プラチナ   |

| 先代 マライア・キャリー／ボーイズIIメン「ワン・スウィート・デイ」 | ビルボードホット100第1位シングル 1996年3月23日 - 1996年4月27日                | 次代 マライア・キャリー「オールウェイズ・ビー・マイ・ベイビー」 |
| 先代 マライア・キャリー／ボーイズIIメン「ワン・スウィート・デイ」 | ビルボードアダルトコンテンポラリー第1位シングル 1996年3月30日 - 8月3日        | 次代 エリック・クラプトン「チェンジ・ザ・ワールド」             |
| 先代 フージーズ「やさしく歌って」                                 | オーストラリアARIAシングルチャート第1位シングル 1996年8月10日 - 1996年8月24日 | 次代 ロス・デル・リオ「恋のマカレナ」                           |

## その他のバージョン
1997年にはドミニカの歌手ミリー・ケサダが「Porque Me Amaste」という題名でスペイン語バージョンをリリース。このバージョンはドミニカとハイチで生まれたダンス音楽、メレンゲ音楽で構成されている。